# مصا

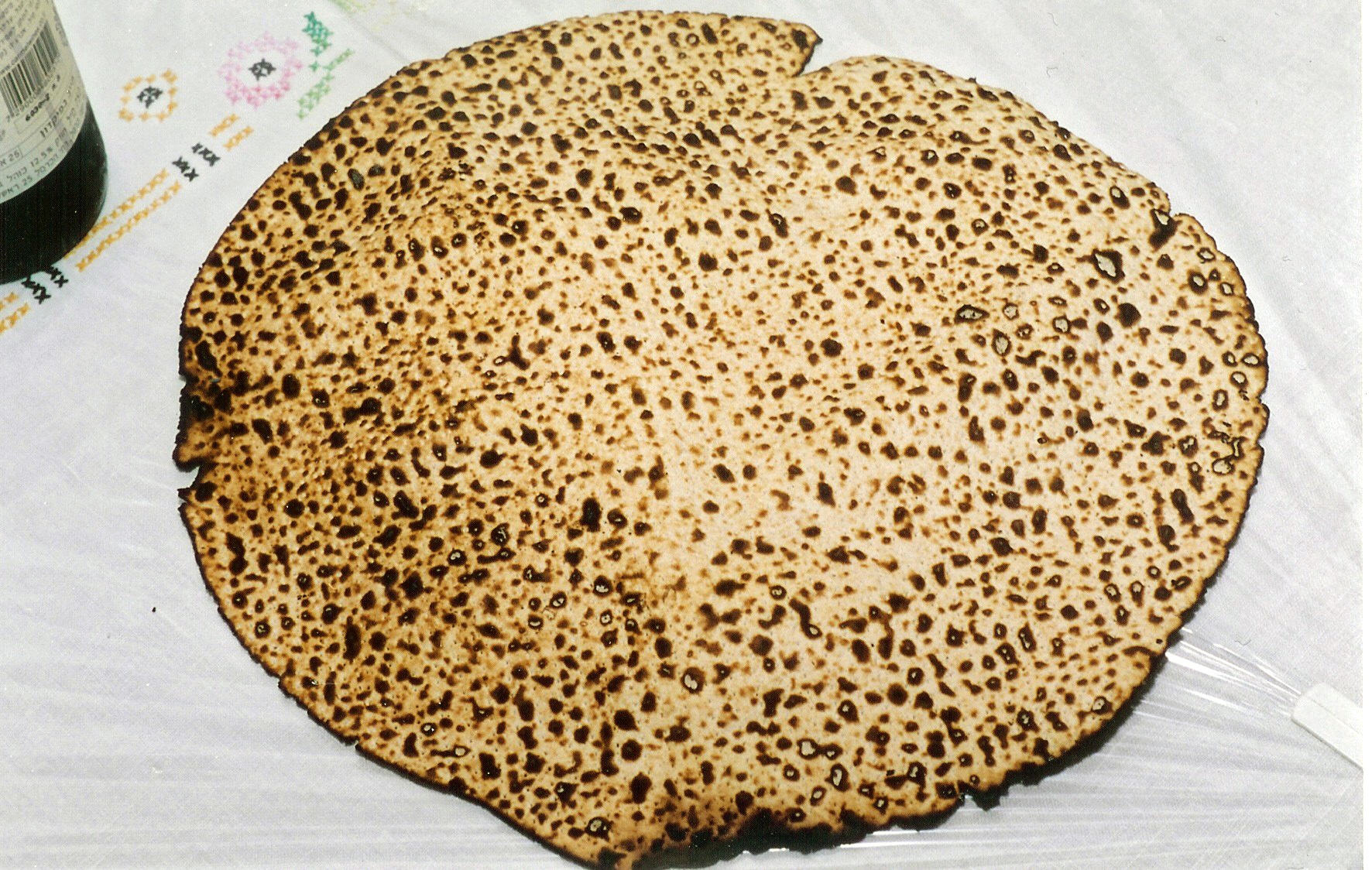
مصای شمورای دست پخت

مصا (به انگلیسی: Matzah) نوعی نان فطیر است که یهودیان به طور سنتی در تعطیلات یک هفته‌ای پسح می‌خورند.